# Eka hasta adho mukha vrksasana
Eka Hasta Adho Mukha Vrksasana (Sanskriet voor Eénarmige Omlaagkijkende Boomhouding) beter bekend als Eenarmige Handstand is een houding of asana.
| Sanskriet | Vertaling                   |
| --------- | --------------------------- |
| eka       | één                         |
| hasta     | arm, hand                   |
| adho      | omlaag                      |
| mukha     | gezicht                     |
| vrksa     | boom                        |
| asana     | houding (letterlijk: 'zit') |

## Beschrijving
De eenarmige Handstand begint staand met een vooroverbuiging, waarbij beide handen met de palmen en de vingers gespreid op de grond worden gezet. Eerst wordt de balans naar voren gebracht, zodat de benen in de lucht kunnen worden gebracht. Vervolgens komt het lichaam in een rustige balans (voor-achter) en vervolgens ook in de flanken. Op dat punt wordt het naar een van de zijden gebracht, totdat de arm aan de andere zijde los van de grond kan komen.
Het is een yogahouding die niet veel wordt beoefend, mogelijk vanwege de moeilijkheidsgraad.